# Jean-Baptiste-Emmanuel Molinié
Jean-Baptiste-Emmanuel Molinié, francoski general, * 21. september 1880, † 13. januar 1971.